# Juchnowiec Dolny
Juchnowiec Dolny – wieś w Polsce położona w województwie podlaskim, w powiecie białostockim, w gminie Juchnowiec Kościelny.
W latach 1954–1972 wieś należała i była siedzibą władz gromady Juchnowiec Dolny. W latach 1975–1998 miejscowość administracyjnie należała do województwa białostockiego.

## Historia
Wzmianki o miejscowości Juchnowiec pochodzą z początku XVI wieku. Nazwa Juchnowiec pochodzi od imienia Juchno – cerkiewne Jurij. Wyróżniano trzy miejscowości położone blisko siebie: Juchnowiec Stare Sioło (obecnie Juchnowiec Dolny), Juchnowiec Góra (obecnie Juchnowiec Górny) oraz Juchnowiec Poduchowny (obecnie Juchnowiec Kościelny).
Juchnowiec Dolny i jego okolice były pierwotnie zamieszkiwane przez ludność ruską. W miejscowości znajdowała się świątynia obrządku wschodniego, która figurowała w spisie parafii unickich województwa podlaskiego z 1673 r.
Do 31 grudnia 1997, Juchnowiec Dolny był siedzibą samodzielnej gminy Juchnowiec Dolny (obecna siedziba gminy to Juchnowiec Kościelny).

## Inne
We wsi znajduje się sklep, ośrodek zdrowia, warsztat samochodowy, stadion z trybunami, plac zabaw z siłownią zewnętrzną, lekarz weterynarii oraz remiza OSP z trzema stanowiskami.
Wierni kościoła rzymskokatolickiego należą do parafii Świętej Trójcy w Juchnowcu.